# Sindrome PAPA
La sindrome PAPA è l'acronimo di artrite piogenica, pioderma gangrenoso e acne. È una rara malattia genetica che colpisce prevalentemente pelle e articolazioni.

## Segni e sintomi
La sindrome PAPA di solito inizia con l'artrite in giovane età, con la pelle che cambia più prominente dal momento della pubertà.
L'artrite è la caratteristica predominante, nota per il suo inizio giovanile e il suo corso distruttivo. Gli individui spesso ricordano episodi di artrite scatenati da un evento traumatico. Con episodi ripetuti le articolazioni vengono danneggiate con la necessità di sostituzioni multiple. Eventualmente, con opzioni di trattamento migliorate, il danno sarà limitato in nuovi casi.
Il pioderma gangrenoso è espresso in modo variabile, il che significa che non è sempre presente in tutti gli individui con la malattia. Presenta ulcere mal curative con bordi indeboliti. La Patergia è una caratteristica importante (questo termine si riferisce alla tendenza delle ulcere a manifestarsi nei punti di lesione). Ci sono segnalazioni di lesioni che si sviluppano nel sito di una ferita sostitutiva articolare, linea venosa centrale e inserimento per flebo endovenoso.
L'acne colpisce la maggior parte delle persone con sindrome PAPA ma in misura variabile. Di solito è di tipo nodulocistico grave che, se non trattato, provoca cicatrici.

## Genetica
La sindrome PAPA è ereditata in modo autosomico dominante, il che significa che se un genitore è affetto, c'è una probabilità del 100% che un bambino erediti la malattia da un genitore affetto da omozigoti e una probabilità del 50% che un bambino erediti la malattia da un genitore eterozigote interessato.
Recentemente il gene responsabile è stato identificato sul cromosoma 15. Sono state trovate due mutazioni in una proteina chiamata proteina legante CD2 1 (CD2BP1). Questa proteina fa parte di un percorso infiammatorio associato ad altre malattie autoinfiammatorie come la febbre mediterranea familiare, l'iperimmunoglobulinemia D con febbre ricorrente, la sindrome di Muckle-Wells, la malattia infiammatoria multisistemica ad esordio neonatale e l'orticaria fredda familiare.

## Diagnosi
Le caratteristiche cliniche insieme alla tendenza familiare possono essere sufficienti per fare una diagnosi. Possono essere utilizzati anche test genetici.

## Trattamento
Il trattamento dell'acne può richiedere antibiotici tetracicline orali o isotretinoina. I trattamenti diretti al fattore di necrosi tumorale (TNF, infliximab, etanercept) e interleuchina-1 (anakinra) hanno mostrato una buona risposta nell'artrite resistente e nel pioderma gangrenoso. Possono anche essere usati altri trattamenti immunosoppressori tradizionali per l'artrite o il pioderma gangrenoso.